# Riedrode
Riedrode ist ein Stadtteil von Bürstadt im südhessischen Landkreis Bergstraße.

## Geographische Lage
Riedrode liegt östlich der Kernstadt Bürstadt im Hessischen Ried. Die weitgehend ebene Gemarkung umfasst den nördlich der Nibelungenbahn gelegenen nordöstlichen Teil des Stadtgebietes mit landwirtschaftlich genutzten Flächen und einem kleinen Teil des Lorscher Waldes.
Die nächstgelegenen Ortschaften sind im Westen die Kernstadt Bürstadt, im Nordwesten Bobstadt und Biblis, im Nordosten Einhausen, im Osten Lorsch und im Süden Lampertheim.

## Geschichte

### Ortsgeschichte
Am 6. September 1933 erließ die hessische Landesregierung unter Federführung von Landeskulturrat Hans Reich die Richtlinien zum Bau von Riedrode. Vorgesehen war die Errichtung von 28 Bauernhöfen für Milchviehhaltung mit je 30 Morgen Land auf entwässertem Sumpfland. Dazu wurden noch einige Stellen für bäuerliche Handwerker mit je 15 Morgen und ein Reserveland mit 200 Morgen zur Verfügung gestellt. Am 1. Mai 1935 begann der Bau der ersten Häuser durch den Reichsarbeitsdienst. Ab Oktober 1935 zogen die ersten Siedler ein, in der Mehrzahl verarmte Bauern aus dem Vogelsberg. Am 1. Juli 1936 wurde Riedrode als erstes hessisches Erbhofdorf in Anwesenheit des Reichsbauernführers Walther Darré eingeweiht mit Namensgebung und Wappen. Als erste Amtshandlung ernannte der neuernannte Bürgermeister Riedrodes Darré zum Ehrenbürger. Die Gemarkung wurde gebildet aus Teilen von Bürstadt sowie Klein-Hausen und aus Lorscher Wald.
Am 12. September 1936 kam David Lloyd George, der britische Premierminister des Ersten Weltkriegs, anlässlich eines Besuchs bei Adolf Hitler auch nach Riedrode.
1937 wurde das Gemeinschaftshaus gebaut (Backhaus, Freiwillige Feuerwehr, Milchabnahme, Kindergarten und Jugendraum) und die einklassige Volksschule nahm mit 42 Schülern den Unterrichtsbetrieb auf. Ab 15. Mai 1939 hielten Züge am neuen Haltepunkt Riedrode. Der Zweite Weltkrieg endete für Riedrode am 26. März 1945 mit der Besetzung durch amerikanische Truppen. 1954 wurde der erste Bebauungsplan für ein Neubaugebiet in Riedrode beschlossen.
Im Jahr 1961 wurde die Gemarkungsgröße mit 438 ha angegeben, davon waren 112 ha Wald.
Die bis dahin eigenständige Gemeinde Riedrode schloss sich im Zuge der Gebietsreform in Hessen am 1. Juli 1971
mit Grenzänderungsvertrag der Stadt Bürstadt freiwillig an. Für Riedrode wurde ein Ortsbezirk mit Ortsbeirat und Ortsvorsteher gebildet. 1979/80 wurde das Schulhaus abgerissen und an seiner Stelle wurde 1981 ein Dorfgemeinschaftshaus eingeweiht.

### Verwaltung und Gerichte
Riedrode gehörte bei seiner Gründung zum Kreis Bensheim. Die hessischen Provinzen Starkenburg, Rheinhessen und Oberhessen wurden 1937 nach der 1936 erfolgten Auflösung der Provinzial- und Kreistage aufgehoben. Zum 1. November 1938 trat dann eine umfassende Gebietsreform auf Kreisebene in Kraft. In der ehemaligen Provinz Starkenburg war der Kreis Bensheim besonders betroffen, da er aufgelöst und zum größten Teil dem Kreis Heppenheim zugeschlagen wurde. Der Kreis Heppenheim übernahm auch die Rechtsnachfolge des Kreises Bensheim und erhielt den neuen Namen Landkreis Bergstraße. Riedrode allerdings kam zum Kreis Worms, der damals zu Rheinhessen gehörte. Mit der Neueinteilung der Bundesländer, durch die Siegermächte des Zweiten Weltkriegs nach 1945, wurde Rheinhessen westlich des Rheins dem Bundesland Rheinland-Pfalz zugeschlagen und Riedrode in den Landkreis Bergstraße integriert.
Die zuständige Gerichtsbarkeit der ersten Instanz liegt beim Amtsgericht Lampertheim.

## Bevölkerung

### Einwohnerstruktur
Nach den Erhebungen des Zensus 2011 lebten am Stichtag dem 9. Mai 2011 in Riedrode 828 Einwohner. Darunter waren 18 (2,2 %) Ausländer.
Nach dem Lebensalter waren 147 Einwohner unter 18 Jahren, 363 waren zwischen 18 und 49, 186 zwischen 50 und 64 und 139 Einwohner waren älter.
Die Einwohner lebten in 330 Haushalten. Davon waren 75 Singlehaushalte, 123 Paare ohne Kinder und 117 Paare mit Kindern, sowie 12 Alleinerziehende und 3 Wohngemeinschaften. In 63 Haushalten lebten ausschließlich Senioren und in 243 Haushaltungen leben keine Senioren.
1961 wurden 194 evangelische  (65,76 %) und 100 katholische (33,90 %) Christen gezählt.

### Einwohnerentwicklung
| Riedrode: Einwohnerzahlen von 1939 bis 2024 | Riedrode: Einwohnerzahlen von 1939 bis 2024 | Riedrode: Einwohnerzahlen von 1939 bis 2024 | Riedrode: Einwohnerzahlen von 1939 bis 2024 | Riedrode: Einwohnerzahlen von 1939 bis 2024 |
| --- | ------------------------------------------- | ------------------------------------------- | ------------------------------------------- | ------------------------------------------- |
| Jahr |                                             |                                             |                                             | Einwohner                                   |
| 1939 | 1939                                        |                                             | 199                                         | 199                                         |
| 1946 | 1946                                        |                                             | 231                                         | 231                                         |
| 1950 | 1950                                        |                                             | 230                                         | 230                                         |
| 1956 | 1956                                        |                                             | 252                                         | 252                                         |
| 1961 | 1961                                        |                                             | 295                                         | 295                                         |
| 1967 | 1967                                        |                                             | 403                                         | 403                                         |
| 1970 | 1970                                        |                                             | 424                                         | 424                                         |
| 1988 | 1988                                        |                                             | 596                                         | 596                                         |
| 1997 | 1997                                        |                                             | 808                                         | 808                                         |
| 2003 | 2003                                        |                                             | 843                                         | 843                                         |
| 2011 | 2011                                        |                                             | 828                                         | 828                                         |
| 2019 | 2019                                        |                                             | 785                                         | 785                                         |
| 2024 | 2024                                        |                                             | 854                                         | 854                                         |
| Datenquelle: Historisches Gemeindeverzeichnis für Hessen: Die Bevölkerung der Gemeinden 1834 bis 1967. Wiesbaden: Hessisches Statistisches Landesamt, 1968. Weitere Quellen: LAGIS; Stadt Bürstadt; Zensus 2011: |                                             |                                             |                                             |                                             |

## Politik
Für Riedrode besteht ein Ortsbezirk (Gebiete der ehemaligen Gemeinde Riedrode) mit Ortsbeirat und Ortsvorsteher nach der Hessischen Gemeindeordnung.
Der Ortsbeirat besteht aus sieben Mitgliedern. Seit den Kommunalwahlen in Hessen 2021 gehören ihm fünf Mitglieder der CDU und zwei Mitglieder der SPD an. Ortsvorsteher ist Helmut  Dietz (CDU).

## Verkehr

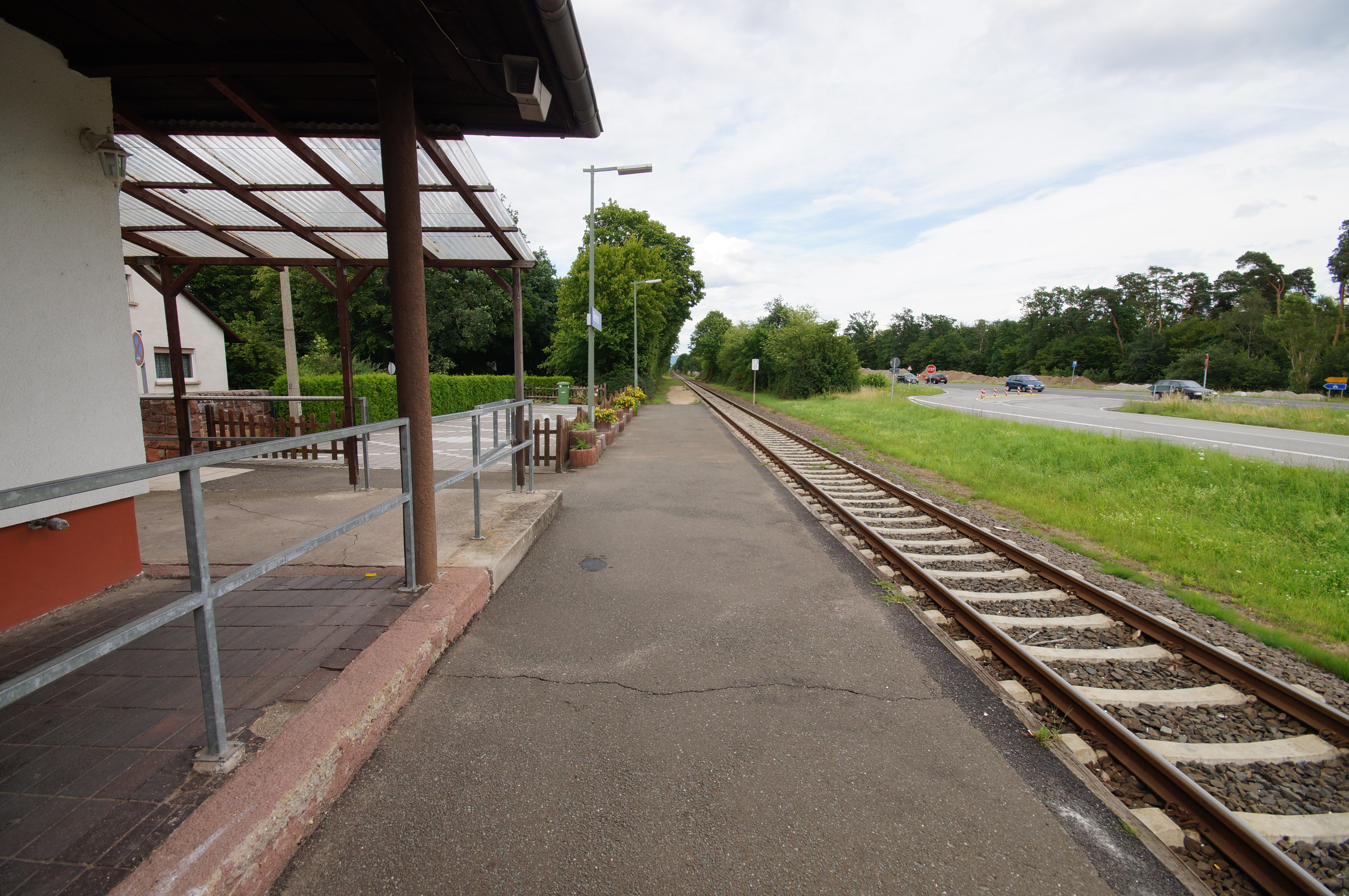
Haltepunkt Riedrode

Am überörtlichen Verkehrsnetz ist Riedrode an die Nibelungenstraße (Kreisstraße K 62) bzw. die Bundesstraße 47 angeschlossen. Bahnseitig ist der Ort durch den Haltepunkt Riedrode an der Nibelungenbahn angebunden. Am Haltepunkt verbindet ein Bahnübergang den Ort mit den genannten Straßen.